# 歐根親王號輕巡洋艦
歐根親王號輕巡洋艦（義大利語：Eugenio di Savoia）是義大利皇家海軍雇傭兵隊長級輕巡洋艦第四型「奧斯塔公爵型」的二號艦，曾參與第二次世界大戰。本艦倖存至戰後，並於1947年作為戰爭賠償艦移交予希臘海軍，隨後更名為「埃利號」（Έλλη），並持續服役至1964年為止。

## 設計
歐根親王號是雇傭兵隊長級輕巡洋艦第四型「奧斯塔公爵型」的二號艦。奧斯塔公爵型的設計則衍生自同級第三型「蒙特庫科利型」，不過整體尺寸較其前輩為大，裝甲也大幅增強。此外，動力組件也經過更換。
歐根親王號由位於義大利熱那亞的安薩爾多承造，其艦名取自神聖羅馬帝國的著名將領歐根親王。

## 服役生涯
西班牙領導人弗朗西斯科·佛朗哥與義大利獨裁者貝尼托·墨索里尼曾於西班牙內戰期間就義大利為佛朗哥所屬的國民軍提供軍事援助一事作出協議。作為協議的一部分，歐根親王號於1937年2月13日前往西班牙巴塞隆納外海炮擊該城，並造成18人死亡。
本艦稍後加入第7巡洋艦隊；1938年與其姊妹艦奧斯塔公爵埃曼努埃萊·菲利貝托號輕巡洋艦一同展開全球航行，並於1939年返回拉斯佩齊亞。第二次世界大戰期間，本艦參與了下列戰役：
- 卡拉布里亞海戰（英语：Battle of Calabria）
- 魚叉行動（英语：Operation Harpoon (1942)）
- 支座行動

1942年12月4日本艦停泊於拿坡里時遭盟軍的B-24「解放者」轟炸機空襲而受損。當時拉依蒙多·蒙特庫科利號輕巡洋艦與馬齊奧·阿騰德洛號輕巡洋艦在空襲中嚴重受損，後者更遭到擊沉。1943年義大利戰敗投降後，本艦由盟軍接管，並主要於蘇伊士運河作為訓練艦使用。

### 希臘海軍時期
第二次世界大戰結束後，本艦於1950年移交希臘海軍作為戰爭賠償艦。1951年本艦正式加入希臘海軍戰鬥序列，並同時更名為埃利號輕巡洋艦（Έλλη）。埃利號稍後成為希臘艦隊的參謀本部。
1959年，本艦轉駐克里特島的蘇達灣（Κόλπος Σούδας），其用途同時變更為管轄克里特海與愛奧尼亞海的參謀本部。埃利號隨後載運當時的希臘國王保羅一世進行了多次國事訪問：1952年6月前往土耳其君士坦丁堡、1955年9月前往南斯拉夫、1956年6月前往法國土倫、1958年5月前往黎巴嫩。本艦於1965年除役，隨後作為海軍監獄船使用。1973年本艦出售解體。

## 延伸閱讀與外部連結
- Whitley, M.J. . Arms and armour Press. 1995. ISBN 1-86019-874-0.
- Video: Italian newsreel footage of an IMAM Ro.43 reconnaissance floatplane launching from a catapult aboard Eugenio di Savoia can be viewed at I.M.A.M Ro 43 Hidroavion Catapultable Regia Marina （页面存档备份，存于）.
- M.J. Whitley, Cruisers of World War Two, 1995, Arms and armour Press ISBN 1-86019-874-0